# Trends (riviste scientifiche)
Trends (dall'inglese: "Tendenze") è il titolo iniziale di una serie di 16 riviste che pubblicano articoli di revisione in numerose sotto-discipline della biologia e della chimica. Sono pubblicate dalla Cell Press, un marchio editoriale della Elsevier. Il direttore editoriale è Danielle Loughlin.
La serie Trends è stata fondata nel 1976 con Trends in Biochemical Sciences, seguita poco tempo dopo dal lancio di Trends in Neurosciences, Trends in Pharmacological Sciences e Immunology Today.
Nel 2001 Immunology Today, Parasitology Today e Molecular Medicine Today hanno cambiato nome in Trends in... Drug Discovery Today è stata scorporata come rivista indipendente.

## Titoli
Al 2025, tutti i titoli sono pubblicati mensilmente. Tutte le riviste sono ad accesso aperto ibrido.
| Titolo                                                           | Abbreviazione ISO 4                  | Ambito                       | Redattore          | Data di inizio | Fattore di impatto per il 2022 | Homepage |
| ---------------------------------------------------------------- | ------------------------------------ | ---------------------------- | ------------------ | -------------- | ------------------------------ | -------- |
| Trends in Biochemical Sciences                                   | Trends Biochem. Sci.                 | Biochimica                   | Sannie Culbertson  | 1976           | 13.8                           |          |
| Trends in Biotechnology                                          | Trends Biotechnol.                   | Biotecnologia                | Matthew Pavlovich  | 1983           | 17.8                           |          |
| Trends in Cancer                                                 | Trends Cancer                        | Oncologia                    | Danielle Loughlin  | 2015           | 18.4                           |          |
| Trends in Cell Biology                                           | Trends Cell Biol.                    | Biologia cellulare           | Ilaria Carnevale   | 1991           | 19.0                           |          |
| Trends in Chemistry                                              | Trends Chem.                         | Chimica                      | Jessica Pancholi   | 2019           | 15.7                           |          |
| Trends in Cognitive Sciences                                     | Trends Cognit. Sci.                  | Scienze cognitive            | Lindsey Drayton    | 1997           | 19.9                           |          |
| Trends in Ecology & Evolution                                    | Trends Ecol. Evol.                   | Ecologia evoluzionistica     | Andrea Stephens    | 1986           | 16.8                           |          |
| Trends in Endocrinology and Metabolism                           | Trends Endrocrinol. Metab.           | Endocrinologia e metabolismo | Salvatore Fabbiano | 1990           | 10.9                           |          |
| Trends in Genetics                                               | Trends Genet.                        | Genetica                     | Maria Smit         | 1985           | 11.4                           |          |
| Trends in Immunology (formerly Immunology Today)                 | Trends Immunol. (Immunol. Today)     | Immunologia                  | Catarina Sacristan | 1980           | 16.8                           |          |
| Trends in Microbiology                                           | Trends Microbiol.                    | Microbiologia                | Shankar Iyer       | 1993           | 15.9                           |          |
| Trends in Molecular Medicine (formerly Molecular Medicine Today) | Trends. Mol. Med. (Mol. Med. Today)  | Medicina molecolare          | Aliki Perdikari    | 1995           | 13.6                           |          |
| Trends in Neurosciences                                          | Trends Neurosci.                     | Neuroscienze                 | Moran Furman       | 1978           | 15.9                           |          |
| Trends in Parasitology (formerly Parasitology Today)             | Trends Parasitol. (Parasitol. Today) | Parassitologia               | Pengfei Kong       | 1985           | 9.6                            |          |
| Trends in Pharmacological Sciences                               | Trends Pharmacol. Sci.               | Farmacologia                 | Jerry Madukwe      | 1979           | 13.8                           |          |
| Trends in Plant Science                                          | Trends Plant Sci.                    | Botanica                     | Susanne Brink      | 1996           | 20.5                           |          |